# Ulrich Lange
Pour les articles homonymes, voir Lange.
Ulrich Lange (mort en 1549 à Leipzig) est un compositeur allemand et un Thomaskantor de 1540 à 1549. Il est présent à Leipzig en 1538 (de natione Bavarorum).
Lange a écrit de nombreux « Musikalien », qui ont été inclus dans des compilations plus récentes, et que le conseil a acquis pour l'école après la mort de Lange. Lange a également écrit une Passion selon Marc, qui a été chantée dans les deux principales églises de Leipzig.